# Austria ai IV Giochi olimpici invernali
L'Austria partecipò ai IV Giochi olimpici invernali, svoltisi a Garmisch-Partenkirchen, Germania, dal 6 al 16 febbraio 1936, con una delegazione di 60 atleti impegnati in otto discipline.

## Medagliere

### Per discipline
| Sport                   | Oro | Argento | Bronzo | Totale |
| ----------------------- | --- | ------- | ------ | ------ |
| Pattinaggio di figura   | 1   | 1       | 1      | 3      |
| Pattinaggio di velocità | 0   | 0       | 1      | 1      |
| Totale                  | 1   | 1       | 2      | 4      |

### Medaglie
| Medaglia | Atleta                  | Sport                   | Evento                         |
| -------- | ----------------------- | ----------------------- | ------------------------------ |
| Oro      | Karl Schäfer            | Pattinaggio di figura   | Pattinaggio di figura maschile |
| Argento  | Ilse Pausin Erik Pausin | Pattinaggio di figura   | Pattinaggio di figura a coppie |
| Bronzo   | Felix Kaspar            | Pattinaggio di figura   | Pattinaggio di figura maschile |
| Bronzo   | Max Stiepl              | Pattinaggio di velocità | 10000 m maschile               |